# Notylia sylvestris
Notylia sylvestris är en orkidéart som beskrevs av Lyman Bradford Smith och S.K.Harris. Notylia sylvestris ingår i släktet Notylia och familjen orkidéer. Inga underarter finns listade i Catalogue of Life.